# Thomas Wilfred
Thomas Wilfred, né Richard Edgar Løvstrøm le 18 juin 1889 à Naestved au Danemark et mort le 15 août 1968 à Nyack, New York), est musicien et inventeur. Il est surtout connu pour son art de la lumière, qu'il a nommé Lumia, et pour ses créations d'orgues colorés appelés Clavilux. Thomas Wilfred n'aimait pas le terme « orgue de couleur » et a inventé le mot « Clavilux » du latin signifiant « lumière jouée par la touche ». Ses œuvres innovantes et cinétiques ont préfiguré l’avènement de l’art lumineux en Amérique et ont influencé les générations suivantes d’artistes visuels.

## Biographie
Le père de Wilfred dirigeait un studio de photographie et le jeune Wilfred a été exposé aux arts dès son plus jeune âge. Il a étudié la peinture et la poésie à Paris et a connu très tôt le succès en tant que « Wilfred le joueur de luth », voyageant en Europe et en Amérique en interprétant des chansons de ménestrels sur le luth archaïque.
Vers 1905, Wilfred a commencé un travail plastique à base de morceaux de verre coloré et de sources de lumière. Après avoir déménagé à New York, il a cofondé avec Claude Fayette Bragdon et « Kirk » Kirkpatrick Brice un groupe de théosophes appelé les Prométhéens. Les Prométhéens se consacraient à l’exploration des questions spirituelles à travers l’expression artistique moderne.
Alors que de nombreuses personnes avaient expérimenté la lumière comme médium artistique (notamment les orgues de couleur), Wilfred fut le premier à parler de la lumière comme d'un art formel. Il a inventé le terme « Lumia » pour décrire « un huitième art » où la lumière constituerait à elle seule une forme d’art expressive. Wilfred était convaincu que Lumia devait être un art silencieux.
Les mécanismes mis au point par Wilfred étaient souvent des conceptions complexes qui ont été décrites comme issues de « l'école Rube Goldberg ». Artiste de formation, Wilfried avait peu de connaissances en mécanique mais ses appareils se sont révélés robustes et nombre d’entre eux fonctionnent encore aujourd'hui avec la plupart des pièces d’origine.
En 1919, Wilfred a construit le Clavilux modèle A dans son studio de Long Island (situé sur le propriété de Brice). Son premier récital public a eu lieu en 1922 et comprenait des performances sur le Clavilux modèle B pour le public du Neighbourhood Playhouse de New York. La presse s'est montrée très réceptive. Dans le public de ce premier soir se trouvait Léopold Stokowski.
Le Clavilux était un instrument complexe qui permettait à une personne de créer et d'interpréter des compositions Lumia. Les modèles ultérieurs ("BH") étaient employés pour les tournées et les conférences. Le dernier a été construit avant la Seconde Guerre mondiale.
Wilfred a fondé l'Art Institute of Light, qui possédait une salle de récital à Chelsea, puis plus tard au Grand Central Palace. Au cours de la seconde guerre mondiale, le théâtre du Grand Central Palace et été transformé en centre d'incorporation dans l'armée, pour lequel Wilfried a officié en tant que traducteur. Après guerre, Wilfred n'a plus donné de récitals Clavilux, concentrant son travail sur les lumia enregistrés et la projection théâtrale.
Wilfred a également été un pionnier du décor projeté pour le théâtre. Son premier succès, en 1930, fut une production à Broadway des Vikings d'Henrik Ibsen. Au cours des années 1950, il a notamment collaboré dans ce domaine avec John Ashby Conway, de l'université de Washington.

## Travaux Clavilux
À partir de la fin des années 1920, Wilfred a commencé à créer des appareils Lumia plus petits et moins complexes, certains étant destinés à être exposés à domicile, tandis que d'autres étaient conçus pour être installés dans des musées et des galeries d'art :
- Clavilux de table, ou "Luminar"
- Home Clavilux ou "Clavilux Jr."
- D'autres Clavilux domestiques que le Clavilux Jr.
- Compositions Lumia enregistrées

À partir de 1931, il a commencé à se concentrer davantage sur Lumia, alternant récitals dans des salles de concert et expositions dans des musées et des galeries.
Il n'existe qu'environ trente-cinq compositions de Clavilux Jr. et Lumia. Wilfred a explicitement exprimé ses réserves à l'idée d'une captation filmée des œuvres Lumia (dans ses écrits rassemblés dans Clavilux de Thomas Wilfred). Pour lui, la survie des œuvres dépend de l'existence des machines qui servent à les jouer. La plupart des œuvres existantes appartiennent à la collection Epstein, et la famille Epstein a prêté des compositions Lumia à des musées du monde entier. En 2003, deux des Clavilux originaux (modèles E et G) ont été sauvés d'une benne à ordures d'expulsion d'East Village et sont maintenant stockés à Seattle en attente de restauration.

## Expositions muséales
En 1952, Wilfried participe à l'exposition 15 Americans du Museum of Modern Art, aux côtés d'expressionnistes abstraits tels que Jackson Pollock, Willem de Kooning et Mark Rothko. À ce stade de sa carrière, Wilfred explique son travail au grand public par la picturalité plutôt que par la musique. L'une de ses installations, Lumia Suite, Opus 158, a enchanté les visiteurs du MoMA de 1964 à 1980, date à laquelle elle a été démontée et stockée. Le Musée d'Art Moderne possède trois compositions Lumia par Wilfred. De nombreux artistes de l'ère psychédélique ont été inspirés par son travail avec la lumière après avoir vu les compositions du MoMA.
En raison de son influence sur cette génération d'artistes, la dernière œuvre de Wilfred, Lucatta, Opus 162, a été incluse dans l'exposition Summer of Love, organisée par le Whitney Museum au printemps 2007.
Entre le 17 février 2017 et le 23 juillet 2017, la galerie d'art de l'université Yale a organisé la première exposition monographique exclusivement consacrée à Wilfred et à ses compositions lumineuses depuis plus de quarante ans. L'exposition a ensuite été présentée au Smithsonian American Art Museum (Washington) du 6 octobre 2017 au 7 janvier 2018.

## Dans la culture populaire
En 2011, de brefs extraits de Opus 161, l'avant-dernière œuvre Lumia de Wilfred, ont été présentés à plusieurs moments importants du film The Tree of Life, par Terrence Malick.

## Voir également
- Clavier à lumières
- Louis Bertrand Castel
- Oskar Fischer
- Nicolas Schöffer